# Мань Даньдань
Мань Даньдань (кит. 滿丹丹; род. 5 мая 1989, Харбин) — китайская лыжница, участница двух Олимпийских игр, призёр Азиатских игр. Наиболее успешно выступает в спринтерских гонках.

## Карьера
В Кубке мира Мань Даньдань дебютировала в марте 2006 года, в феврале 2007 года единственный раз в карьере попала в десятку лучших на этапе Кубка мира. Кроме этого на сегодняшний день имеет на своём счету 5 попаданий в тридцатку лучших на этапах Кубка мира, 2 в личных и 3 в командных гонках. Лучшим достижением Мань в общем итоговом зачёте Кубка мира является 58-е место в сезоне 2006-07.  
На Олимпиаде-2006 в Турине стала 56-й в спринте, кроме того стартовала в масс-старте на 30 км, но не финишировала.
На Олимпиаде-2010 в Ванкувере принимала участие в двух гонках: спринт - 51-е место командный спринт - 16-е место.
За свою карьеру принимала участие в двух чемпионатах мира, лучший результат 10-е места в эстафете и командном спринте на чемпионате 2007 года в Саппоро, в личных гонках не поднималась выше 44-го места. 